# Архангельский кремль
Архангельский кремль или Архангельский «город» — деревянная крепость, со строительства которой в 1584 году отсчитывается история города Архангельска. Кремль был построен вокруг существовавшего на тот момент Михаило-Архангельского монастыря.
Архангельский кремль был рублен в две стены и мазан глиной. Он имел трое ворот, находившихся в воротных башнях — Архангельские, Воскресенские и Покровские. Последние были «водяные», то есть со стороны Северной Двины. Остальные четыре башни — Спасская, Вознесенская, Северская и Рождественская были глухими и стояли по углам. Скорее всего, согласно обычной практике того времени, глухие башни были четырёхугольными, а проезжие — шестиугольными. Длина крепостной стены вместе с башнями и воротами составляла 417 сажен. К кремлю с трёх сторон примыкал острог или окольный город, имевший двое ворот и шесть башен. Длина его стен составляла 312 сажен. Крепость была окружена рвом с тыном и надолбами.
В конце 1640-х годов в кремле были возведены каменные палаты для хранения пороховой казны. Деревянный кремль был уничтожен крупным пожаром 1667 года.
После пожара к северу от кремля начали возводить новые гостиные дворы (немецкий и русский) из камня, которые послужили основой нового «каменного города» (то есть каменной крепости). Это был вытянутый прямоугольник, во всех сторон изнутри ограниченный складскими помещениями, составлявшими нижнюю часть ограды. Четыре из шести башен «каменного города» были построены прямо на гостиных дворах, тогда как каменная крепостная стена имела две дополнительных башни, являвшиеся проезжими. На месте старого деревянного кремля была построена новая дерево-земляная крепость с 11 башнями, в том числе двумя проезжими.
Для усиления Архангельска в петровское время была построена Новодвинская крепость.